# Carybdea xaymacana
Carybdea xaymacana là một loài thích ty bào có độc thuộc họ Carybdeidae, lớp Cubozoa. Loài này đã được ghi nhận ngoài khơi bờ biển México và Úc.